# Nox Germany
nox Germany ist ein Unternehmen im Bereich der Kurier-, Express- und Paketdienste (KEP), das sich auf Speditionsdienstleistungen außerhalb der typischen Arbeitszeiten („Nachtexpress“) spezialisiert hat. nox Germany ist ein Tochterunternehmen der französischen Groupe Sterne.
Als Nachtexpress bezeichnet das Unternehmen eine besondere Form der Zustellung für B2B-Kunden: Sendungen, die von Montag bis Freitag bis zum frühen Abend beim Versender abgeholt werden, stellt der Logistik-Dienstleister am nächsten Tag vor Arbeitsbeginn zu. Dies unterscheidet Dienstleister im Segment Nachtexpress von klassischen KEP-Dienstleistern, die im Laufe des Tages, nicht aber vor 8 Uhr zustellen.

## Produkte und Dienstleistungen
Kernprodukt des Unternehmens ist die Beförderung zeitkritischer Sendungen im Nachtexpress. Ergänzend zum Nachtexpress bietet nox in Zusammenarbeit mit der Groupe Sterne das Produkt „Time Critical“ an. Dabei handelt es sich um eine Direktfahrt für zeitkritische Sendungen, die entweder sofort oder aber zu einem zuvor vereinbarten Termin startet.

## Geschichte
Die Geschichte von nox geht auf Heinz Harry Kutzner zurück, der 1964 den Kutzner NachtExpress Termindienst gründete. Dieser firmierte 1992 in NET NachtExpress Termindienst um.
1993 startete NET in Belgien, den Niederlanden, Luxemburg und Dänemark und wurde drei Jahre später von TPG, der holländischen Post übernommen. 20 Jahre nach Kutzner – 1984 – gründete das Ehepaar Elisabeth und Hans-Gert Kierdorf den Nacht Verteiler Service (NVS), der die Idee des Nachtexpress ebenfalls aufgriff. Das Unternehmen wurde zunächst von Jet Services SA, Lyon, übernommen. Ende 1998 übernahm die TPG den NVS und firmierte ihn zur In-Night Express GmbH & Co. KG um.
2002 erfolgte die Umstellung der Systeme von NET und NVS auf ein gemeinsames bundesweites Netzwerk. 2003 wurde das Unternehmen Mitglied des neuen europäischen Systemverbunds European In-Night Express. In den nächsten Jahren erfolgte zunächst eine Umbenennung in TNT Logistics Innight Holding GmbH (2005) sowie die Neuordnung der Nachtexpress-Sparte von TNT (2006). Dabei fällt der gesamte Geschäftsbereich Innight in den Zuständigkeitsbereich der deutschen TNT Express Business Unit, die ebenfalls zur TPG gehört. Es folgte eine erneute Umbenennung in TNT Innight GmbH & Co. KG. (2006) Ein Jahr später wurde die Innight zu einer eigenständigen Business Unit innerhalb des TNT-Konzerns.
2016 trennte sich die TNT Express von der Innight und verkaufte die Business Unit an den Investmentfonds SSVP III (Special Situations Venture Partners), der von dem Private-Equity-Unternehmen Orlando Management AG verwaltet wird. Nur zwei Wochen nach der Übernahme wurde aus TNT Innight die Innight Express Germany GmbH, die unter dem Markennamen nox NachtExpress auftritt.
Mit Wirkung zum 1. Februar 2017 übernahm nox sämtliche Aktivitäten der deutschen Tochter CAT LC von der französischen Groupe CAT.
2022 wurde nox NachtExpress an den französischen Dienstleister Groupe Sterne verkauft. Seit 2024 firmieren die Landesgesellschaften einheitlich unter nox Germany, nox Austria, nox Netherlands und nox Belgium.

## Struktur
Seit 1993 ist nox europaweit aktiv. Das Netzwerk besteht aus eigenen Ländergesellschaften in Deutschland, Frankreich, Österreich und den Benelux-Ländern sowie aus einem Netz von Kooperationspartnern.
Seit 2022 gehört nox zur Groupe Sterne. Das 1972 gegründete Unternehmen ist einer der französischen Marktführer im Bereich der zeitkritischen Logistikdienste und hat sich auf maßgeschneiderte Dienstleistungen mit hohem Mehrwert spezialisiert. Groupe Sterne bietet seinen Kunden regelmäßige Nacht- und Tagestransporte, weitere Logistikdienste sowie zeitkritische Lieferungen. Gemeinsam betreiben nox und Groupe Sterne mehr als 80 Depots in Frankreich, Deutschland, Belgien und den Niederlanden und bieten grenzüberschreitende Logistiklösungen für international agierende Kunden an.

## Mitgliedschaften
Seit November 2023 engagiert sich das Unternehmen im Bundesverband Paket- und Expresslogistik e.V. (BPEX). Der Verband vertritt die wirtschaftlichen und politischen Interessen seiner Mitglieder gegenüber der Politik und ist Ansprechpartner für Wissenschaft und Medien, beispielsweise bei der Reform des Postgesetzes.
Im Bereich Sicherheit ist nox zudem seit Mai 2024 Mitglied in der Allianz für Sicherheit in der Wirtschaft West e.V. (ASW West) und der TAPA EMEA. Im Oktober 2024 folgte die Unterzeichnung des UN Global Compact.

## Zertifizierungen
nox ist die ganzheitliche und prozessorientierte Betrachtung von Qualitäts-, Umwelt-, Energiemanagement, Gesundheitsschutz und Arbeitssicherheit wichtig. Dazu führt das Unternehmen interne Audits und Managementbewertungen durch und lässt sich von unabhängigen externen Prüfern zertifizieren. So ist das Unternehmen seit 1994 im Bereich Qualitätsmanagement nach DIN EN ISO 9001, seit 2011 im Umweltmanagement nach DIN EN ISO 14001 und seit 2024 zusätzlich nach DIN EN ISO 50001 für Energiemanagementsysteme zertifiziert. Eine weitere Zertifizierung des Arbeits- und Gesundheitsschutzmanagementsystems befindet sich in Vorbereitung.